# Conflicte de la piscina de Son Servera
El conflicte de la piscina de Son Servera és la confrontació política que es va originar a Mallorca a raó de la piscina que l'empresari i director d'El Mundo Pedro J. Ramírez té a la costa dels Pins de Son Servera en principi contradient la Llei de Costes. A grans trets, el PP recolza el dret de l'empresari a tenir la piscina mentre la resta de l'arc parlamentari balear ho considera un tracte de favor que viola la llei i que la piscina és en terreny públic. Tanmateix, el ministeri de medi ambient del govern del PSOE va legalitzar la piscina.
El 19 d'agost del 2006 el Lobby per la Independència, ERC, EU, el PSM i altres entitats ecologistes i d'esquerres convoquen una manifestació a la platja de Sa Marjal. La manifestació és contestada per una protesta convocada pel Círculo Balear i Noves Generacions, amb suport del PP, els hotelers de la zona, importants residents de la zona com el pilot Carlos Sainz, l'Ajuntament de Son Servera, el Govern de les Illes Balears i El Mundo que aconseguí mobilitzar persones d'arreu d'Espanya i immigrants forçats pels seus caps per a protestar a favor de la llibertat i en contra del catalanisme, que supera àmpliament la manifestació del Lobby per la Independència convocada al mateix lloc. La Guàrdia Civil evità aldarulls d'importància, però les protestes crisparen la classe política balear.